# Fulfordianthus evansii
Espèce
Statut de conservation UICN

 VU B1+2cd : Vulnérable
Fulfordianthus evansii est une espèce de plantes de la famille des Lejeuneaceae.

## Publication originale
- The Bryologist 95: 46. 1992.